# 安部磯雄襲撃事件
安部磯雄襲撃事件（あべいそおしゅうげきじけん）とは、昭和13年（1938年）3月3日、愚連隊の首領・万年東一と、その配下3人（内富義之、八重野勝雄、山田勇吉）が、社会大衆党党首・安部磯雄（当時73歳）を襲撃したテロ事件。
近衛文麿を頂点とした新体制運動がナチスに範をとる形で行った政党解消を目的とするテロ行為だが、社会大衆党が近衛のために解党準備へ動いていたのは当時の一般認識であり、約1ヶ月前に起きた立憲政友会と立憲民政党の本部襲撃という保守政党弾圧への印象を薄めようとして巻き込まれる形で発生した。また社会大衆党の内部では麻生久が近衛の帷幕に参画しており、この３年後には安部を含む諸派を除名、追放。粛清後は後任の党首となりさらに新体制に邁進している。
万年東一らは、右翼団体風雲倶楽部主宰・千々波敬太郎と千々波敬太郎の配下・森精一から襲撃の指示を受けており、風雲倶楽部は警視総監・安倍源基から襲撃依頼を受けていた。

## 事件の背景
昭和12年（1937年）12月、右翼団体風雲倶楽部主宰・千々波敬太郎と千々波敬太郎の配下・森精一は、愚連隊の首領・万年東一に、社会大衆党党首・安部磯雄と社会大衆党書記長・麻生久への暴行を教唆した。当時社会大衆党は、37人の国会議員を持ち、「革新運動」「新体制」を目指し、軍部や官僚の中堅を積極的に評価していた。「新官僚」「革新官僚」グループから支持を受けていた。即ち、社会主義政党の右派が革新という看板の国家社会主義になびき、飲み込まれたという定番の図式である。
「13年度 社会大衆党活動報告書 附・党現勢一覧表」（出版者は社会大衆党出版部。出版年は1938年）において2頁目に記載された議会活動報告で事件に触れている。即ち、当該報告は我党の革新政策主張に反対する電力資本家の一部が反動勢力を利用して安部委員長を襲撃せしめたとの見解を述べている。3月3日は第73通常議会の開会中であり、第1次近衛内閣は戦時における計画経済を進めるための重要法案として国家総動員法、総称としての電力国家統制法案を上程していた。社会大衆党はこれらの法案に賛成であったし事件以降も変わらなかった。新体制と呼ばれる革新運動に迎合して発展的な解党を始動していた社会大衆党は近衛首相が新党を結成した場合の受け皿であったが、一方で新体制側は政党解消運動のためゲバルト集団を動員していた。すなわち2月17日、右翼団体の防共護国団は立憲民政党と立憲政友会の本部を大勢で襲撃した（政党本部推参事件）がオルガナイザーの三多摩壮士、中溝多摩吉は近衛に事前に襲撃計画案を見せていた。自由民権運動の闘士であった三多摩壮士も当時は思想を持たない暴力団へ変容していた。当該襲撃事件により保守と、社会主義という名の中道ともバランスよくテロに遭遇した。
襲撃理由は、「現在、日本は国家存亡の危機に立っており、挙国一致体制を構築しなければならない。社会大衆党は、第1次近衛内閣に対して同調し、国家総動員法に対しても最初から賛成の態度を示している。しかし、これは偽装で、実際は、社会主義実現の企図を捨ててはいない。社会大衆党が、国家総動員法に賛成しているのは、総動員体制と翼賛体制を利用して、社会主義体制に転化させるためである。偽装転向の中心人物である社会大衆党党首・安部磯雄と同党書記長・麻生久に天誅を加えて、猛省を促し、社会主義思想を完全に捨てさせるため」だったと主張した。
なお、千々波敬太郎は、警視総監・安倍源基から、安部磯雄と麻生久の襲撃を依頼されていた。

## 襲撃準備
昭和13年（1938年）1月、万年東一は東京麹町にアジトを設営し、万年東一の3人の配下（内富義之、八重野勝雄、・山田勇吉）と、万年東一の愛人（通称はお蘭）とともにアジトに篭り、襲撃作戦を練った。襲撃は、第73通常議会開会中に決行することが決まった。
同年3月1日、万年東一は、内富義之、八重野勝雄、山田勇吉に襲撃決行を指示した。

## 襲撃
同年3月2日、内富義之は、山田勇吉に暴行の際に使用するステッキを買わせた。
同年3月3日午前7時、内富義之、八重野勝雄、山田勇吉の3人は靖国通りでタクシーに乗り、牛込区（後の新宿区）小川町に向かった。
同日午前7時10分ころ、内富義之ら3人は牛込区小川町の江戸川橋付近で、タクシーから降りた。それから、内富義之ら3人は襲撃手順を確認してから、安部磯雄の住む同潤会アパート江戸川アパートメント4階107号室に向かった。江戸川アパートメントに着くと、山田勇吉だけは1階に残り見張りを行なった。襲撃役の内富義之が、凶器のステッキを持った。
同日午前7時45分、八重野勝雄が江戸川アパートメント4階107号室のドアをノックした。安部磯雄がドアを開けたところ、内富義之が安部磯雄の眉間をステッキで殴打した。ステッキは折れた。その後、内富義之ら3人は別々の経路で逃走し麹町のアジトに集結した。
異変に気が付いた安部の妻は、急ぎ同じアパートに住んでいた娘の夫である医師、丸山千里を呼び寄せて救護を行った。安部の額に長さ約3cmの打撲裂傷、唇に軽微な裂傷を負っており、全治2週間ほどだった。

## 捜査
同日、安倍磯雄襲撃事件を受けて、社会大衆党本部では緊急代議士会が開かれ、「帝都治安維持に関する問責決議案」を各会派に呼びかけて、提出することが決まった。また、内務大臣・末次信正の罷免を求める意見が出された。
同日、衆議院本会議で河上丈太郎が緊急質問に立ち、末次信正の責任を追及した。末次信正は「断固たる処置を行なう。議員の身辺保護の徹底を行なう」と答弁した。近衛文麿も「政府の責任において取り締る」と明言した。
同日、警視庁は、特高部・刑事部・官房部の合同捜査本部を設置した。刑事部長は「警視庁の威信にかけても犯人を逮捕する」と明言した。
同日夜、内富義之ら3人は広尾の麻生久邸を偵察した。10人ほどの警察官が門前を警備していた。報告を内富義之から受けた万年東一は、麻生久襲撃を断念した。その後、内富義之ら3人は新宿に出て酒場で祝杯をあげた。このとき、山田勇吉が知り合いの小金井一家の者と会い、安部磯雄襲撃をほのめかした。
同年3月4日、警視庁に「安部磯雄襲撃事件には小金井一家が関係している」との情報が寄せられた（情報提供者は不明）。警視庁は、小金井一家の事務所を一斉に家宅捜索し、小金井一家の者数人に任意出頭を求めた。内富義之らは、警視庁が安倍磯雄襲撃事件で、小金井一家を捜索していることを知った。
一方、警察側は、現場に残されたステッキが特定の店で製造されるものであったことから、早々に内富義之、八重野勝雄、山田勇吉を容疑者として特定。5日午後5時頃、靖国神社付近を徘徊していた3人を警視庁不良少年係の刑事が拘束、警視庁本庁の第二課第二係（国家主義運動・水平社運動担当）に移送された。内富義之ら3人は取調べを受けたが、捜査担当者が陳述を成文化して辻褄を合わせ、勝手に調書を作った。内富義之は、警察がすでに自分たちの襲撃動機を知っていることに気がついた。
逮捕された3人は、3月8日までに「万年東一から社大党幹部の襲撃をしろと百円をもらったので共謀してやりました。」と自白。
数日後、万年東一は、警察に所在を連絡し駆けつけた野方警察署の警察官に逮捕された。その後、千々波敬太郎、森精一が逮捕された。
同年4月22日、万年東一や千々波敬太郎ら6人は、傷害と公務執行妨害などで送検された。

## 事件の裁判
同年6月4日、第一審判決が出た。懲役5ヶ月から6ヶ月の実刑判決だった。万年東一や千々波敬太郎ら6人は、控訴した。
なお、山田勇吉には召集令状が届いていたため控訴棄却となった。
昭和14年（1939年）4月、第二審の東京地方裁判所で判決が下り、万年東一と内富義之と八重野勝雄は、罰金200円から300円を課せられた。
裁判終了後、万年東一や千々波敬太郎ら6人は安倍源基の元に挨拶に行った。